# مزرعه حاجی یوسف
مزرعه حاجی یوسف روستایی در دهستان سخوید بخش نیر شهرستان تفت استان یزد ایران است.

## جمعیت
بر پایه سرشماری عمومی نفوس و مسکن در سال ۱۳۹۵ جمعیت این روستا ۱۲ نفر (۶خانوار) بوده‌است.